# Saint-Antoine-la-Forêt
Saint-Antoine-la-Forêt – miejscowość i gmina we Francji, w regionie Normandia, w departamencie Sekwana Nadmorska.
Według danych na rok 1990 gminę zamieszkiwały 902 osoby, a gęstość zaludnienia wynosiła 140 osób/km² (wśród 1421 gmin Górnej Normandii Saint-Antoine-la-Forêt plasuje się na 272. miejscu pod względem liczby ludności, natomiast pod względem powierzchni na miejscu 575.).